# Próbobiornik
Próbobiorniki (próbopobieraki) - klasa urządzeń różnej budowy i gabarytów służących do pobierania próbek materiałów będących w stanie stałym (a zwłaszcza kopalin znajdujących się w stanie sypkim lub ziarnistym, takich np. jak węgla, rudy miedzi, piasku, cementu) i ciekłych (np. do poboru próbek wody lub próbek ścieków przemysłowych i komunalnych).

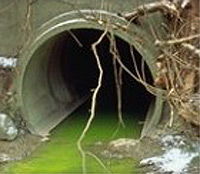
Ścieki powinny być stale monitorowane - m.in. do tego celu stosuje się próbobiorniki.

Celem pobierania próbek jest zwykle chęć poddania ich ocenie lub pomiarom mającym stwierdzić ich klasę, sortyment, stopień rozdrobnienia bądź zanieczyszczenia, itp.
Jednym z problemów, które mogą wystąpić przy konstrukcji przyrządów do poboru próbek materiałów, jest takie wykonanie i umieszczenie pobieraka, aby nie zakłócał on w zasadniczym stopniu strugi przepływających materiałów lub cieczy i jednocześnie pobierał próbkę w takim miejscu i o takim czasie, aby była ona w jak największym stopniu znormalizowana (posiadała średnie cechy charakterystyczne dla danego materiału).

## Przykład próbopobieraka do poboru próbek kopalin i innych materiałów sypkich
Działanie próbopobieraka tego rodzaju można omówić na przykładzie urządzenia służącego do poboru próbek węgla, rudy miedzi, piasku, cementu oraz będących w stanie sypkim.
Pobór próbek odbywa się podczas ruchu roboczego szuflad w czasie pracy przenośnika taśmowego. Wyróżniamy dwa typy poboru:
- typ szufladowy. Po uruchomieniu urządzenia następuje napełnienie szuflad materiałem pobranym z przekroju strugi, po czym następuje zgarnianie materiału przez daszki z szuflady. Opróżnienie szuflad następuje poprzez otwarcie dna. Materiał jest wysypywany na urządzenie dozujące materiał do kruszarki.
- typ czerpakowy. Próbobiornik porusza się równolegle do bębna zrzutowego, pobierając próbkę z całej szerokości strugi.

Po uruchomieniu urządzenia, próbobiornik przejeżdża otwarty pod strugą, na końcu trasy następuje zamknięcie dna. W ruchu powrotnym następuje pobór próbki. Następnie otwiera się dno czerpaka.